# トマール・シナゴーグ

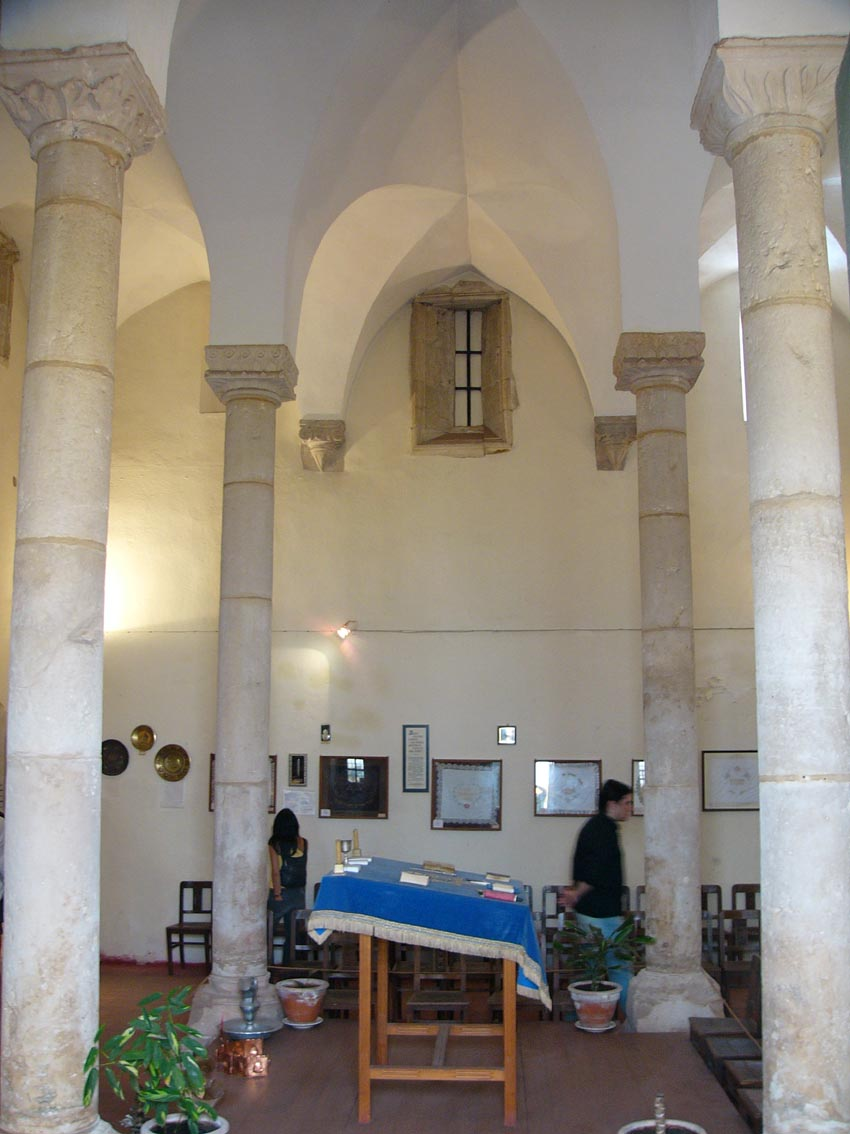
トマール・シナゴーグの内部

トマール・シナゴーグは、最も良く保存されているポルトガルの中世のシナゴーグである。トマールの歴史的中心街の、ドクター・ジョアキム・ジャキント通り73番地にあり、小さなユダヤ博物館を収めている。

## 概要

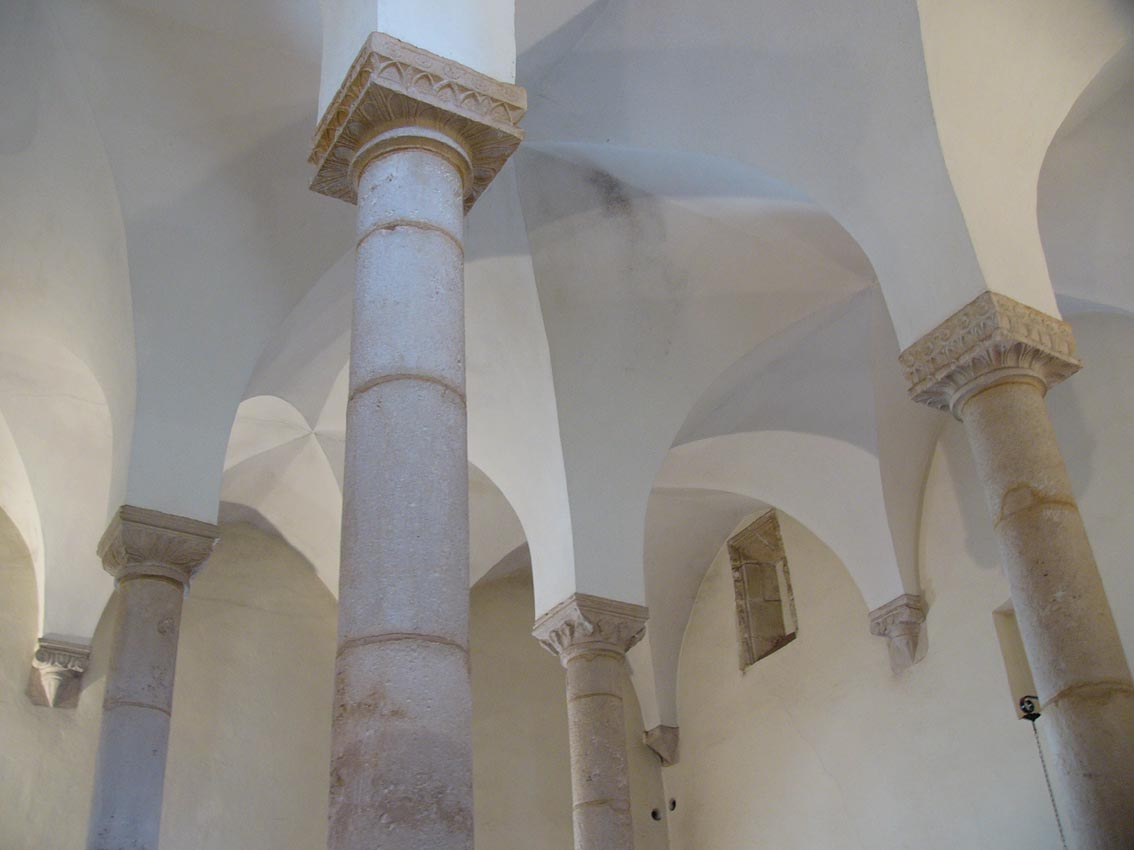
トマール・シナゴーグの内部。柱とアーチが見える。

トマール・シナゴーグは、1430年から1460年にかけて、栄えていたユダヤ教徒コミュニティによって建てられた。外部からは、通りの他の家々と異なるようには見えない。現在の主要な出入り口は、北に向いているが、これは中世には存在しなかった。東、すなわちエルサレムの方角を向いているゴシック様式の尖ったアーチが、かつて神殿の主要な出入り口であった。内側は、ゴシック様式のヴォールト(穹窿)を支える4本の柱で分たれた3つの短い側廊を持つ正方形のホールとなっている。柱頭には、幾何学的なモチーフや植物のモチーフが見られる。シナゴーグに隣接した家の発掘から、ミクウェ(女性用儀礼浴槽)の遺物が見つかった。
15世紀のトマール・シナゴーグは、シナゴーグとしては半世紀も使われなかった。続く4世紀の間、シナゴーグは所有者と使途を少なくとも4度は変えた。
マヌエル1世による1496−97年の追放と強制改宗の後、シナゴーグは私人により購入され、その時までトマールの街の城の中にあった街の刑務所を移設するという明白な目的の下に、1516年に購入者は建物を売却した。建物は、刑務所として、おそらく1516年から1550年代まで使われた。
17世紀始め、キリスト教の礼拝堂として使われていたようである。バプテスマのヨハネ教会の小教区の記録によれば、1613年に、新通の聖バーソロミュー礼拝堂で結婚式が執り行われた。19世紀には倉庫に転用された。最初は干し草倉庫で、次に共同倉庫、そして食品雑貨倉庫になった。

## 参考
- Portuguese Institute for Architectural Heritage
- General Bureau for National Buildings and Monuments (Portugal)
- Teresa Vareo: Synagogue of Tomar touristic leaflet, as consulted in December 2015